# Ronja von Rönne
Ronja Larissa von Rönne, née le 16 janvier 1992 à Berlin, est une écrivaine, journaliste, blogueuse et animatrice de télévision allemande.

## Biographie

### Formation
Née à Berlin, Ronja von Rönne grandit en Haute-Bavière dans la commune de Grassau. Elle obtient en 2011 son baccalauréat au lycée de Marquartstein,. Elle étudie ensuite à l'Université Louis-et-Maximilien de Munich, d'abord le spectacle vivant, puis le journalisme et le droit. À cette époque, à la suite d'une surdose de LSD, elle souffre d'une pharmacopsychose qui provoque chez elle dépression et crises d'angoisse aigüe,. 
Elle poursuit durant un mois par des études de journalisme à l'Université de Vienne. Enfin elle commence en 2013 des études d'écriture créative et de journalisme culturel à l'université de Hildesheim mais interrompt son cursus.

### Blogueuse, journaliste et écrivaine
Blogueuse depuis 2012, Ronja von Rönne publie en ligne ses billets sur son Sudelheft (littéralement cahier brouillard). Dès la première année, son blog fait l'objet d'un article dans les pages jeunesse du Süddeutsche Zeitung.
Conseillère de rédaction pour le quotidien Die Welt à partir de février 2015, elle publie en avril 2015, dans le cadre d'un débat intitulé « Avons-nous toujours besoin du féminisme ? », organisé par la rédaction sur les opinions radicales, un article intitulé « Pourquoi le féminisme m'écœure », dans lequel elle se définit antiféministe : « Je ne suis pas féministe, je suis égoiste. »
Pour son texte elle aurait dû recevoir le premier Prix Axel-Springer. Elle prend toutefois ses distances avec son texte et refuse cette récompense : « Mon dessein n'a jamais été de devenir la figure de proue de l'antiféminisme. Mon texte était une critique impulsive dans le cadre particulier d'un débat et ne devrait pas être considéré comme une profession de foi. Certaines phrases sont équivoques et prêtent tellement à malentendu, que je ne peux pas accepter cette récompense. » Marc Thomas Spahl, directeur de la société organisatrice, l'Académie Axel-Springer, s'est félicité de l'attitude de Ronja von Rönne : « Nous trouvons son attitude autocritique, à la base de cette décision, tout à fait exemplaire. »
En septembre 2017 Ronja von Rönne annonce la fin de sa collaboration au 1er octobre avec la rédaction du quotidien Die Welt et son arrivée dans les colonnes et sur le site internet du quotidien Die Zeit.
En 2015, elle est invitée par le journaliste et critique littéraire Hubert Winkels à concourir pour le Prix Ingeborg-Bachmann à Klagenfurt. Là, elle lit son texte publié par le Welt am Sonntag.
La même année elle apparait dans le clip du premier morceau du second album Bussi Baby du groupe de pop autrichien Wanda.
Elle devient écrivaine début 2016 avec la publication aux éditions Aufbau de son premier roman intitulé Wir kommen (On arrive). En février 2017, elle publie chez S. Fischer son second ouvrage Heute ist leider schlecht: Beschwerden ans Leben (Aujourd'hui malheureusement ça va mal : doléances à la vie), une sélection de ses chroniques de l'édition dominicale de Die Welt et de son blog Sudelheft, complétée de textes originaux.

### Animatrice de télévision
A l’occasion des élections fédérales allemandes de 2017, elle coanime en août 2017 sur Das Erste Überzeugt uns! (Convainquez-nous !), une émission-débat où des personnalités politiques répondent aux question de jeunes électeurs. À partir d’octobre 2017, elle anime, à tour de rôle avec Jonas Bosslet et Milosz Paul Rosinski, l'émission Streetphilosophy diffusée sur Arte,.
Elle vit tantôt à Berlin, tantôt en Haute-Bavière à Grassau. En octobre 2019, elle a annoncé ses fiançailles avec Ben Braeunlich sur Instagram.

## Œuvres
- (de) Klagenfurter Texte : Die Besten 2015, Munich, Berlin, Zurich, Piper, 2015, 194 p. (ISBN 978-3-492-05715-8)
- (de) Wir kommen : Roman, Berlin, Aufbau, 2016, 205 p. (ISBN 978-3-351-03632-4)
- (de) Heute ist leider schlecht : Beschwerden ans Leben, Francfort-sur-le-Main, S. Fischer, 2017, 203 p. (ISBN 978-3-596-03703-2)